# Pólemo
En la mitología griega, Pólemo (en griego antiguo, Πόλεμος; en latín, Bellum) fue la personificación de la guerra y la batalla. No se le conocen prácticas asociadas a cultos o mitos en los que se le adore, y, como representación abstracta de un concepto que es, figura principalmente en el discurso alegórico y filosófico. Virgilio lo representa morando en el inframundo.
Pólemo es semejante al dios Ares (el dios olímpico de la guerra) en alguna de sus funciones y atributos y suele ser confundido con él (tal vez Pólemo pueda ser usado como uno de los epítetos de Ares). El concepto opuesto a Pólemo viene representado por Irene (la Paz).

## Descripción
En una de las fábulas de Esopo, Pólemo contrae nupcias con Hibris, la personificación de la arrogancia. Píndaro dice que Pólemo es el padre de Alala, que personificaba el Grito de guerra. Pólemo fue el padre de Alala (el grito de guerra) por sí mismo o con Eris (la Discordia).
En la obra de Aristófanes' Los acarnienses, el corego prohíbe a Pólemo la entrada a las celebraciones por quemar viñedos, vaciar los recipientes de vino y por interrumpir el canto de los coros. Pólemo se halla en la obra, en oposición a Dicaeopolis, quien rentablemente se abandera en defensor de la paz y que anhela contraer nupcias con Dialogo el daimon femenino cuyo nombre significa "reconciliación". Dioniso, usa un madero de viña como arma para herir al soldado Lamaco para apartarlo de su camino y favorecer a Pólemo, pero en general Aristófanes para estar invocando un equilibrio entre Dioniso y Pólemo, porque los intereses de la polis son algunos veces servirse de la paz y otras servirse de la guerra.
Pólemo aparece brevemente como un personaje monstruoso al final del prólogo de La paz (Aristófanes), Cidoimos (tumulto) se cuenta entre sus secuaces y a encerrado a Irene (paz) bajo un montón de piedras en una cueva. Pólemo tiene un mortero gigante con el que amenaza con moler todas las ciudades de Grecia, después de haberlas atormentado durante diez años. Pólemo envía a Cidoimos a encontrar un mortero lo suficientemente grande y fuerte para la tarea. En ese momento, se retira a la "casa de Zeus" y no vuelve a aparecer, aunque el potencial de que reaparezca a lo largo de la obra se ve constantemente como una amenaza. El escenario parece ser original de Aristófanes. Pólemo habría sido interpretado por el tercer actor de la compañía de teatro.
De acuerdo con Quinto de Esmirna, cuya carrera data del periodo histórico conocido como Antigüedad tardía, Pólemo era el hermano de la diosa de la guerra Enio.
Otros personificaciones griegas de la guerra y el campo de batalla incluyen a Ares, Alala (el grito de guerra), las Macas, las Hisminas (los pleitos), las Androctasias (las matanzas de hombres), los Fonos (los asesinatos), Enio (horror) «Destructora de Ciudades», Eris y Keres.

## Filosofía
El filósofo presocrático Heráclito describe a Pólemo como "el rey y padre de todos", con la capacidad de traer todo a la existencia y de aniquilarlo. Heidegger interpreta la visión propia que tiene Heráclito de Polemos como el principio de separación "el que divide o aleja" (en alemán esto podría traducirse como Auseinandersetzung).